# Hånåfljotstjärnen
Hånåfljotstjärnen är en sjö i Mora kommun i Dalarna och ingår i Dalälvens huvudavrinningsområde.